# Léon Feer
Henri-Léon Feer, né à Rouen le 22 novembre 1830 et mort à Paris le 10 mars 1902, était un linguiste et un orientaliste français.

## Biographie
Léon Feer fait ses études au Collège royal (puis lycée) de Rouen (1842-49). Il apprend le persan à l'École des langues orientales avec E. Quatremère comme professeur, puis le sanskrit au Collège de France avec Philippe-Édouard Foucaux.
Il devient professeur à l'École des langues orientales en 1864, succédant à Philippe-Édouard Foucaux à la Chaire de tibétain et en 1872 bibliothécaire au département des manuscrits de la Bibliothèque nationale. 
Il participe aux Congrès des Orientalistes à Paris (1873), Londres (1874), Leyde (1883), Vienne (1886), Stockholm (1889) et Genève (1894). Il devient également membre du conseil de la Société académique indo-chinoise, et publie, outre des livres, des articles dans de très nombreuses revues. Spécialiste du sanscrit, connaissant aussi le tibétain, le mongol et le pâli, il traduit de nombreux textes anciens (notamment le Kanjur tibétain).

## Référence
1. 1 2  Comité d'écrivains sous la direction de Henry Carnoy, Dictionnaire biographique international des écrivains, Paris, Imprimerie de l'Armorial français, 1909, (lire en ligne), p. 31 Feer (Henri-Léon)
2. ↑  Foucaux, Philippe-Édouard
3. ↑  Léon Feer